# EA Sports FC 24
EA Sports FC 24 (2023) is een voetbalsimulatiespel uit de EA Sports FC-computerspellenreeks, dat een vervolg is op de FIFA-computerspellenreeks. Op 29 september 2023 werd het spel uitgebracht voor de platformen Microsoft Windows, Nintendo Switch, PlayStation 4, PlayStation 5, Xbox One en Xbox Series X en S.

## Nieuwe titel
Bijna 30 jaar had spelontwikkelaar EA Sports gebruikersrechten van de wereldvoetbalbond FIFA om hun naam in de titel van het spel te mogen gebruiken. De laatste was FIFA 23 in 2022. EA Sports FC 24 werd de nieuwe titel nadat de FIFA-licentie niet hernieuwd werd. FC staat voor Football Club.

## Cover
De Noorse spits Erling Haaland prijkt in Manchester City-tenue op de cover van de standaard edities. Op de cover van de Ultimate Edition staan voormalige en hedendaagse iconische voetbalspelers afgebeeld, onder wie Jude Bellingham, Son Heung-min, Marta, Ronaldinho, Johan Cruijff, Zinédine Zidane en Pelé.

## Ultimate Team
Een nieuwigheid in FC 24 is dat in de spelmodus Ultimate Team zowel mannen als vrouwen in hetzelfde team kunnen spelen, wat enig controverse bij fanatieke fans van het spel veroorzaakte omdat het impact zou hebben op de "realistische spelervaring".